# Caso Ashford contra Thornton
El caso Ashford contra Thornton (en inglés original Ashford v Thornton, citación: (1818) 106 ER 149) es un caso penal inglés en la Court of King's Bench («Corte del Consejo real») que confirmó el derecho del acusado a un juicio por combate en una apelación privada de una absolución por asesinato.
En 1817, Abraham Thornton fue acusado del asesinato de Mary Ashford. Thornton había conocido a Ashford en un baile y la acompañó desde el evento. A la mañana siguiente, la encontraron ahogada en un pozo con pocas evidencias de violencia. La opinión pública estaba fuertemente en contra de Thornton, pero el jurado rápidamente lo absolvió tanto de asesinato como de violación.
El hermano de Mary, William Ashford, presentó un recurso de apelación y Thornton fue arrestado nuevamente. Thornton reclamó el derecho a juicio por combatea, un uso medieval que nunca había sido abolido por el Parlamento. Ashford argumentó que las pruebas contra Thornton eran abrumadoras y que, por tanto, no era elegible para librar la batalla.
El tribunal decidió que las pruebas contra Thornton no eran abrumadoras y que, por lo tanto, el juicio por combate era una opción permitida por la ley. Sin embargo, Ashford rechazó la oferta de batalla y Thornton fue liberado de la custodia en abril de 1818. Apelaciones como la de Ashford fueron abolidas por ley en 1819, y con ellas el derecho a juicio por combate.

## Antecedentes

### Legal

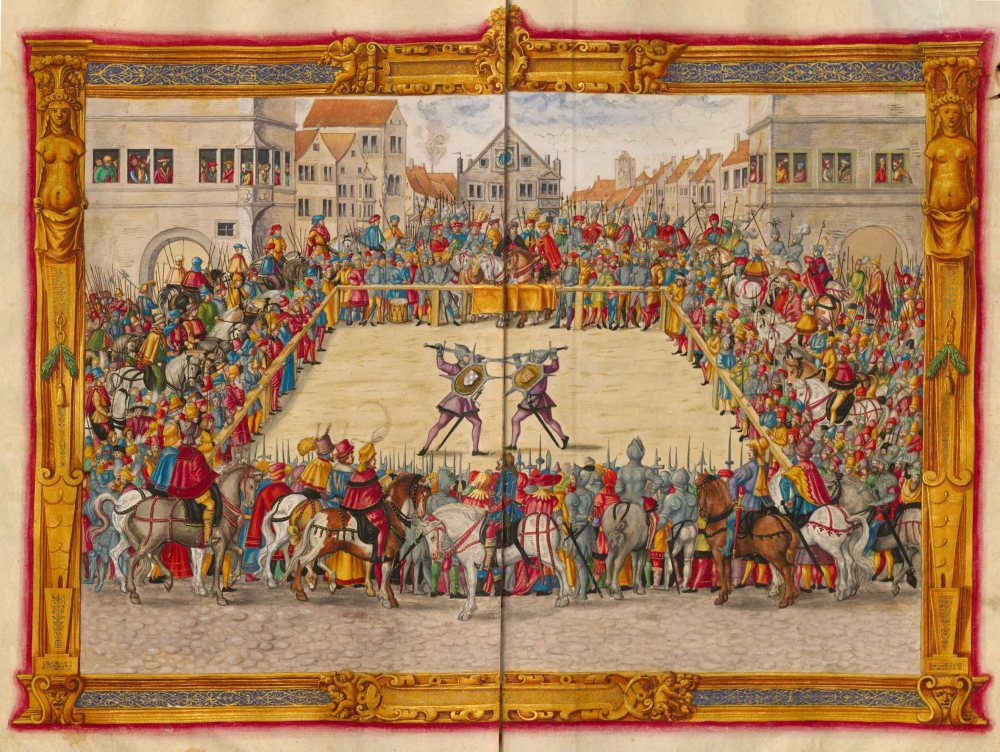
Ilustración de 1544 de un juicio por combate de 1409 en Augsburgo.

El juicio por combate era un procedimiento que los normandos habían introducido en Gran Bretaña; no estaba presente en la ley sajona. Fue autorizado en «apelaciones de asesinato», nuevos juicios por acusación particular tras una absolución por asesinato. Si los familiares del fallecido solicitaban un nuevo juicio, el acusado podía responder con la «apuesta de batalla», exigiendo que el demandante resolviera el asunto mediante combate cuyo resultado sería ordenado por Dios. Esta oferta de batalla también podría tener lugar tras una absolución por traición u otro delito grave. Las apelaciones por asesinato eran poco comunes, debían presentarse dentro del año y un día posteriores a la muerte y, por lo general, eran juzgadas por un jurado. Se presentó una apelación por asesinato en Dublín en el caso O'Reilly contra Clancy en 1815, tres años antes de Ashford contra Thornton, y el acusado exigió la apuesta de la batalla. El juez principal William Downes (más tarde Lord Downes) preguntó:

Can it be possible that this "wager of battle" is being seriously insisted on? Am I to understand that this monstrous proposition as being propounded by the bar—that we, the judges of the Court of King's Bench—the recognized conservators of the public peace, are to become not merely the spectators, but the abettors of a mortal combat? Is that what you require of us?
¿Será posible que se insista seriamente en esta «apuesta de batalla»? ¿Debo entender que esta monstruosa proposición propuesta por el tribunal: que nosotros, los jueces del Tribunal del Tribunal del Rey, los conservadores reconocidos de la paz pública, debemos convertirnos no sólo en espectadores, sino en cómplices de un combate mortal? ¿Es eso lo que nos pides?

No hubo combates en Irlanda; Clancy aceptó declararse culpable y fue transportado de por vida.
No se sabe cuándo tuvo lugar realmente el último juicio por combate en Gran Bretaña. Algunas referencias hablan de que tal juicio se celebró en 1631, pero los registros indican que el rey Carlos I intervino para impedir la batalla. Un caso de 1638 es menos claro; si bien ningún registro superviviente detalla el resultado del caso, el rey intervino nuevamente y los jueces actuaron para retrasar el proceso, y ningún relato contemporáneo dice que el juicio por combate realmente tuvo lugar. La última batalla judicial verificada en Gran Bretaña tuvo lugar en Escocia en 1597, cuando Adam Bruntfield acusó a James Carmichael de asesinato y luego lo mató en batalla. El último en Inglaterra ocurrió en 1446 cuando un sirviente acusó a su amo de traición. El amo bebió mucho vino antes de la batalla y el sirviente lo mató.
La apuesta de batalla no siempre estuvo disponible para el acusado en una apelación por asesinato. El acusado no podría presentar la impugnación si fue detenido en el mainour (en el acto de cometer su delito), si intentó escapar de la prisión o si había pruebas tan sólidas de culpabilidad que no pudiera haber una negación efectiva. De manera similar, una demandante podría rechazar la impugnación, al igual que un demandante mayor de 60 años, un demandante menor de edad, o uno que fuera cojo o ciego. Los pares del reino, los sacerdotes y los ciudadanos de la Ciudad de Londres también podrían rechazar el desafío de la batalla. En cualquiera de estos casos, el resultado del juicio lo determinaría un jurado. De darse la batalla, se daría en justas judiciales, 60 pies (18,3 m) plaza, después de prestar juramentos contra la brujería y la hechicería. Si el acusado era derrotado pero seguía vivo, debía ser ahorcado en el acto; ni siquiera el rey pudo perdonarle del juicio divino contra él. Sin embargo, quedaría libre si derrotaba a su oponente o si lograba defenderse desde el amanecer hasta el atardecer. Si el demandante decía la palabra cobarde («Estoy vencido») y abandonaba la lucha, sería declarado infame, privado de los privilegios de un hombre libre y responsable de los daños causados a su oponente.
En los siglos XVII y XVIII se hicieron propuestas para abolir el juicio por combate, pero no tuvieron éxito. En 1774, el Parlamento consideró un proyecto de ley que habría abolido las apelaciones por asesinato y los juicios por combate en las colonias americanas como parte de la respuesta legislativa al motín del té. El diputado John Dunning se opuso con éxito y calificó la apelación por asesinato como «ese gran pilar de la Constitución». El escritor y diputado Edmund Burke apoyó la abolición y calificó la apelación y la apuesta de «supersticiosos y bárbaros hasta el último grado».

### Muerte de Mary Ashford
Mary Ashford tenía unos 20 años y trabajaba como sirvienta general y ama de llaves de su tío, que era granjero en Langley Heath, Warwickshire, entre Birmingham y Sutton Coldfield. Su padre era jardinero cerca de Erdington. Trabajó como de costumbre el 26 de mayo de 1817 y planeaba asistir a una fiesta esa noche en The Three Tuns, una taberna más comúnmente conocida como Tyburn House. La fiesta fue una «fiesta y baile anual de club» que atrajo una gran asistencia. Se encontró con su amiga Hannah Cox, dejó su ropa de trabajo en la casa de Cox en Erdington (después de haber obtenido ropa mejor en la casa de su madre en el mismo pueblo) y viajó a Tyburn House, llegando allí a las 7:30 para encontrar el baile ya comenzado.
Entre los asistentes a la Casa Tyburn se encontraba Abraham Thornton, hijo de un constructor de Castle Bromwich. Tenía unos 24 años y era corpulento; las descripciones de él van desde «joven apuesto» hasta «de apariencia repulsiva». Cuando vio a Ashford, le preguntó a alguien quién era ella; esa persona alegó más tarde que Thornton declaró que había tenido intimidad con la hermana de Ashford tres veces y que también tendría intimidad con Mary Ashford o moriría en el intento. Thornton luego negó esta declaración, que fue una fuente importante de animadversión pública hacia él después de su arresto. Durante el transcurso de la velada, él estuvo muy atento a ella y ella pareció disfrutar de su compañía.

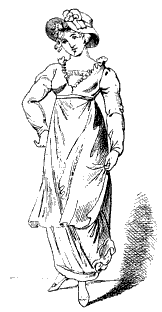
Mary Ashford, representada con su vestido de baile.

Aproximadamente a las 11 de la noche, Cox comenzó a instar a Ashford a que se fuera. Cuando lo hicieron, fue con Thornton, quien acompañaba de cerca a Ashford, mientras Cox caminaba detrás de ellos. En lugar de regresar a Erdington, Ashford anunció que iría a la casa de su abuelo, afirmando que estaba más cerca del trabajo. Esto era cierto, pero ignoraba el hecho de que tendría que regresar a Erdington por la mañana para conseguir su ropa de trabajo. Cox viajó a Erdington, mientras Ashford y Thornton partían juntos. Aproximadamente a las 2:45, un trabajador vio a Thornton salir de la casa de un amigo con una mujer; saludó a Thornton, pero la mujer mantuvo la cabeza gacha. Justo antes de las 4 am, Ashford despertó a Cox buscando su ropa de trabajo. Ashford se cambió y se apresuró a salir, diciendo que necesitaba estar en casa antes de que su tío se fuera al mercado. Un juerguista que regresaba de Tyburn House la vio caminar rápidamente; él fue la última persona que se sabe que la vio con vida.
Alrededor de las 6 de la mañana, un trabajador que pasaba vio artículos de mujer cerca de un pozo lleno de agua. Uno de los objetos era un zapato de mujer con sangre. Dio la alarma y luego él y otros utilizaron un rastrillo para encontrar el cuerpo de Mary Ashford en el pozo. Dos trabajadores de una fábrica cercana encontraron una serie de huellas en el campo recién rastrillado cerca del pozo, mostrando que un hombre y una mujer habían viajado juntos casi hasta el pozo, y que el hombre regresó solo. El propietario del molino local fue a Tyburn House para descubrir quién había abandonado la fiesta con Ashford. Daniel Clarke, el propietario, comenzó a cabalgar hacia Castle Bromwich para localizar a Thornton y lo encontró casi de inmediato. Le contó a Thornton sobre la muerte de Ashford, y Thornton le dijo que estuvo con ella hasta las 4 am y que fue con Clarke a Tyburn.
El ayudante de policía Thomas Dales de Birmingham interrogó a Thornton y pronto lo arrestó. Sin embargo, Dales no tomó ninguna nota y luego resultó incapaz de recordar mucho de lo que le dijo el prisionero. Luego, Thornton fue interrogado por el magistrado William Bedford, quien ordenó que lo registraran. La búsqueda reveló que Thornton vestía ropa interior con manchas de sangre y Thornton admitió haber tenido relaciones sexuales con Ashford la noche anterior. Le quitaron los zapatos al prisionero y los trabajadores de la fábrica los compararon con las huellas en el campo; testificaron en el juicio que coincidían. Un examen post mortem reveló que Ashford murió ahogada y que las únicas marcas en su cuerpo eran dos laceraciones en la zona genital. El examen concluyó que ella era virgen antes del acto sexual que provocó el sangrado. Estaba menstruando en el momento de su muerte.

## Juicio
El 30 de mayo de 1817 se llevó a cabo una investigación presidida por Francis Hacket, un magistrado de Warwickshire que, en virtud de su cargo como director de Sutton Coldfield, era forense ex officio. Thornton asistió bajo custodia y se le permitió interrogar a los testigos a través de su abogado. Al final del proceso, se emitió un veredicto de «asesinato intencional» y Thornton fue enviado a juicio en los siguientes tribunales en Warwick con la orden del forense. Thornton fue recluido en la cárcel del condado en espera del juicio.

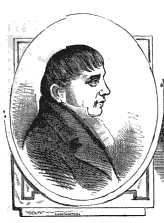
Representación contemporánea de Abraham Thornton.

La opinión local estaba fuertemente en contra de Thornton. Se vendieron panfletos que pretendían mostrar la culpabilidad de Thornton y se compusieron poemas con el mismo tema. El abogado del acusado se quejó de esto, alegando que hacía difícil encontrar un jurado imparcial. El 8 de agosto de 1817, la gente llenó la calle frente al Ayuntamiento de Warwick, donde se iba a celebrar el juicio. Cuando el juez, Sir George Sowley Holroyd (magistrado de la Corte del Consejo real) inició el procedimiento a las 08:00 horas, la gente se apresuró a llenar los asientos disponibles y los bancos públicos permanecieron llenos durante todo el día del juicio. Debido a la naturaleza de las pruebas, no se permitió a las mujeres presenciar el juicio.
La teoría del caso de la fiscalía, como se dijo en su declaración inicial al jurado, era que Thornton, habiendo fracasado en su intento de seducir a Ashford, la acechaba en el campo cerca del pozo. Sabía que ella tendría que cruzar el campo a su regreso de Erdington. Al verlo, intentó eludirlo, pero él la atrapó y consiguió que lo acompañara al siguiente campo. Allí la derribó y la violó. La autopsia mostró que no había comido en 24 horas y, según la fiscalía, no pudo resistir y se desmayó. Temiendo las consecuencias si lo sorprendieran con una mujer inconsciente a quien había tratado de esa manera, Thornton la arrojó al pozo, donde se ahogó. En ese momento, al abogado defensor no se le permitió dirigirse al jurado, y el asunto prosiguió con el caso de la fiscalía.
Varios testigos, entre ellos Hannah Cox, declararon sobre los acontecimientos de la tarde del 26 de mayo y de la mañana siguiente. Los primeros testigos que provocaron un interrogatorio importante por parte de William Reader, el abogado de Thornton, fueron los dos trabajadores de la fábrica, William Lavell y Joseph Bird, que habían hecho coincidir los zapatos de Thornton con las huellas en el campo rastrillado. Durante el contrainterrogatorio, ambos admitieron que había llovido mucho entre el momento en que se dejaron las huellas y el momento en que intentaron cotejar las huellas. El agente Dales dijo al jurado que Thornton admitió haber tenido relaciones sexuales con Ashford antes de que lo registraran: es decir, antes de que saliera a la luz su ropa manchada de sangre. Freer, un cirujano de Birmingham que realizó la autopsia, testificó sobre sus resultados y afirmó que, a excepción de las laceraciones vaginales, no había signos de violencia en la persona de Ashford y que esos cortes podrían haber sido causados por relaciones sexuales consensuales. El testimonio de Freer concluyó el caso de la fiscalía y, como el acusado se negó a ejercer su derecho a declarar él mismo ante el tribunal, la defensa comenzó a llamar a testigos.

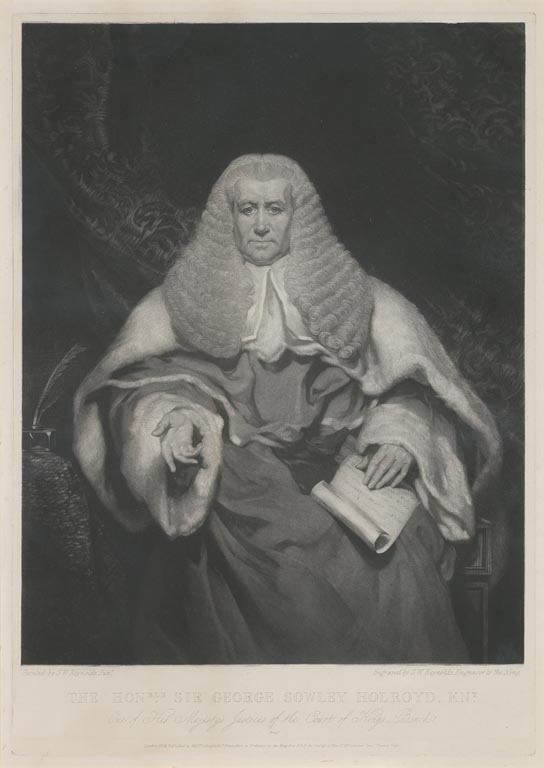
Sir George Sowley Holroyd, juez de primera instancia en R v Thornton.

A través de sus once testigos, la defensa estableció una coartada para Thornton. El lechero William Jennings (en algunas fuentes Jennans) testificó que vio a Thornton a las 4:30, caminando tranquilamente por la granja de John Holden, donde Jennings fue a comprar leche. La granja Holden tenía 2,25 a 2,5 millas (3,6 a 4 km) desde el foso, dependiendo del camino seguido. Aproximadamente a las 4:50 de la mañana, Thornton fue visto en Castle Bromwich por un guardabosques, John Heydon. Thornton le dijo a Heydon que estuvo con una mujer gran parte de la noche y, después de que los dos pasaron unos quince minutos conversando, Thornton se dirigió a la casa de su padre. La defensa sostuvo que para que Thornton hubiera asesinado a Ashford, habría tenido que perseguirla, violarla, matarla y luego viajar 3 millas (4,8 km), todo en once minutos como máximo.
Los testigos tardaron diez horas en declarar, tiempo durante el cual el tribunal permaneció sentado continuamente. Después de un breve descanso, el juez comenzó su resumen y tardó dos horas en formular cargos contra el jurado. El juez instó al jurado a sacarse de la cabeza los prejuicios al escuchar que Thornton había tenido relaciones sexuales con Ashford; estaban allí para determinar si Thornton era culpable del delito acusado. Señaló al jurado la falta de ocultamiento exhibida por Thornton, su admisión del acto sexual y de estar con Ashford hasta las 4 am. El juez les dijo que no era posible que Thornton hubiera cometido los actos alegados por la fiscalía y todavía hubiera llegado a la granja Holden cuando Heydon lo vio, y enfatizó que Thornton no actuó como un hombre que huía. El juez concluyó recordando al jurado que era mejor que un asesino quedara libre a que un inocente fuera condenado. El jurado nunca abandonó el palco, sino que consultó y declaró inocente a Thornton en seis minutos. Luego volvieron a prestar juramento sobre la acusación de violación. La fiscalía informó al tribunal que no tenía pruebas que ofrecer sobre ese cargo, y el juez Holroyd ordenó al jurado que declarara al prisionero no culpable de violación, lo cual hicieron. Thornton fue puesto en libertad.

## Apelación
La absolución de Thornton fue recibida con indignación en Warwickshire y, de hecho, en todo el país. Los periódicos publicaron cartas y comentarios extremadamente hostiles hacia Thornton. Los principales periódicos de esta campaña fueron el Lichfield Mercury y el Independent Whig, pero incluso The Times expresó su alegría cuando supo que el caso seguiría adelante. Los fondos se obtuvieron de los contribuyentes y un abogado local convenció al hermano de Mary, William Ashford, para que presentara una apelación por asesinato contra Thornton. William Ashford fue descrito como «un joven rural sencillo, de unos veintidós años, de baja estatura, cabello color arena y ojos azules». Se emitió un auto de apelación el 1 de octubre de 1817 y Thornton fue arrestado en virtud de una orden emitida de conformidad con ese auto. Como la apelación iba a ser juzgada ante el King's Bench en Londres, Thornton fue llevado a Londres el 28 de octubre. Los partidarios de la familia Ashford hicieron todo lo posible para encontrar pruebas que alteraran su coartada. Tuvieron poco éxito. El 6 de noviembre, el caso llegó por primera vez ante el Tribunal, pero se aplazó rápidamente hasta el día 17, cuando Reader indicó que acababa de recibir instrucciones y necesitaba más tiempo para informar a su cliente sobre su declaración. La audiencia inicial tuvo poca asistencia, aparentemente porque el público no sabía que el famoso Thornton estaría allí en persona.

El magistrado de Warwickshire, Bedford, actuaba ahora como abogado de William Ashford. Al principio no vio ningún motivo de inquietud en la apelación. Sin embargo, el 11 de noviembre escribió a su secretario:
Lamento decir que se han iniciado dificultades que probablemente causarán muchos problemas y tal vez una derrota final. Parece que el apelado [Thornton] tiene la opción de librar una batalla y desafiar al apelante [William Ashford] en combate singular que, si no es aceptado por el apelante, la demanda se pierde y, si se acepta, el apelado puede resistir desde el amanecer hasta que se pone el sol, entonces gana la contienda y reclama su licencia, de lo contrario su elección lo somete no sólo a una buena trilla [sic] pero también el dolor de la muerte. Se rumorea aquí que es la declaración que pretende presentar el Def. y a menos que podamos idear algún medio mediante el argumento para inducir a la Corte a no permitirlo, me temo mucho que nuestro pobre pequeño Caballero nunca podrá librar la Batalla con su brutal oponente.

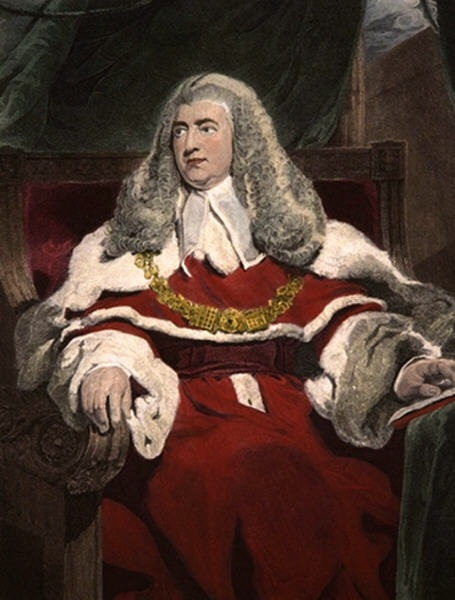
Lord Ellenborough.

Cuando el caso llegó a ser visto en el Tribunal del Rey el 17 de noviembre, una enorme multitud llenó el Westminster Hall hasta tal punto que los abogados tuvieron grandes dificultades para entrar. Cuando llamaron a Thornton para que se declarara culpable, respondió: «No culpable; y estoy dispuesto a defender lo mismo con mi cuerpo». Luego se puso uno de un par de guanteletes de cuero, que Reader le entregó. Thornton arrojó el otro para que William Ashford lo recogiera y así aceptara el desafío, lo cual Ashford no hizo. En cambio, su abogado, Nathaniel Clarke, argumentó que Thornton no debería poder combinar el asesinato de la hermana con un intento de asesinar al hermano, a lo que el presidente del Tribunal Supremo, Lord Ellenborough, respondió: «Es la ley de Inglaterra, señor Clarke; no debemos llamarlo asesinato». Clarke luego argumentó que la juventud de Ashford y la falta de fuerza corporal eran una razón para no permitir la batalla. Reader, en respuesta, afirmó que el abogado de Ashford no debería hacer perder el tiempo al Tribunal argumentando que el juicio por combate no fue prudente debido a la condición física de Ashford, sino que debería presentar alegatos de respuesta y permitir que el caso avance. Reader también señaló que él y su co-abogado habían aconsejado a Thornton que librara la batalla por temor a que con el «prejuicio extraordinario y sin precedentes» contra el acusado, no se pudiera obtener un jurado justo. El asunto se aplazó hasta el 22 de noviembre para permitir que el abogado de Ashford presentara alegatos.
En audiencias posteriores, cada parte presentó réplicas (declaraciones juradas) con su versión de las pruebas. Ashford solicitó que el Tribunal dictaminara que las pruebas contra Thornton eran sólidas y que, por tanto, el acusado no era elegible para librar la batalla; Thornton buscó lo contrario. Gran parte del caso se discutió entre el 6 y el 8 de febrero de 1818, pero uno de los abogados de Ashford, Joseph Chitty, pidió y recibió más tiempo para poder responder a los argumentos de la otra parte, y el asunto se aplazó hasta el 16 de abril. Chitty respondió entonces, pero los jueces lo interrumpieron con tanta frecuencia que cuando se sentó, según Sir John Hall en su libro sobre el asunto, «para todos en el tribunal estaba claro que su cliente había perdido el caso».

Los jueces conferenciaron durante aproximadamente un cuarto de hora y luego dictaron sentencias seriatim (una tras otra). Los cuatro fallaron a favor de Thornton, sosteniendo que las pruebas en su contra no eran tan sólidas como para anular su derecho a combate. Lord Ellenborough declaró que
La discusión que ha tenido lugar aquí y la consideración que se ha dado a los hechos alegados muestran de manera más concluyente que éste no es un caso que no admita negación o prueba en contrario; en estas circunstancias, por muy odioso que sea yo mismo ante el juicio por combate, es el modo de juicio que nosotros, en nuestro carácter judicial, estamos obligados a conceder. Estamos entregando la ley tal como es, y no como deseamos que sea, y por lo tanto debemos pronunciar nuestro juicio de que la batalla debe tener lugar.
Después de que los otros jueces pronunciaron sus sentencias, Lord Ellenborough concluyó:
La ley general de esta tierra está a favor de la batalla, y es nuestro deber pronunciar la ley tal como es, y no como deseamos que sea. Por lo tanto, cualesquiera que sean los prejuicios que puedan existir contra este modo de juicio, aun así como es la ley del país, el Tribunal debe pronunciar sentencia a favor.
Sin embargo, Lord Ellenborough indicó que Ashford podría pedir que se permitiera a Thornton «ir sine die», es decir, ser liberado sin obligación de regresar a la corte. El asunto se aplazó hasta el 20 de abril para que Ashford considerara sus opciones, ya sea permitir la liberación de Thornton o enfrentarlo en batalla. El 20 de abril, el abogado de Ashford indicó que no tenía ninguna objeción a la liberación de Thornton, siempre y cuando no se tomaran medidas contra su cliente. Tranquilizado el recurrente sobre este punto, se desestimó el recurso. Luego, Thornton recibió una lectura de cargos pro forma por el cargo de asesinato, a la que interpuso una declaración de que había sido absuelto previamente. Aceptada la declaración, el caso finalizó y Thornton fue liberado. Con una multitud enojada afuera, Thornton se fue (bajo la dirección de Lord Ellenborough) por una puerta lateral.

## Secuelas
En junio de 1819, Lord Eldon, el Lord canciller, presentó un proyecto de ley para abolir las apelaciones privadas tras las absoluciones y para abolir el juicio por batalla. El proyecto de ley se convirtió en ley con gran rapidez – las tres lecturas requeridas en la Cámara de los Lores se aprobaron en una noche. Según Sir Robert Megarry, quien escribió sobre el juicio en 2005, la prisa se debió a que se había hecho una apuesta de batalla en otro caso, aunque se desconocen los nombres de las partes. La ley (la Ley de Apelación de Asesinato, etc. de 1819, 59 Geo. 3. c. 46 ) recitaba, «mientras que las apelaciones de asesinato, traición, delitos graves y otros delitos, y la forma de proceder en ellos, se han considerado opresivas; y el juicio por batalla en cualquier pleito es un modo de juicio que no es apto para ser utilizado y es conveniente que sea abolido por completo». La Ley abolió las apelaciones por asesinato y otros delitos, y promulgó en el artículo 2: «que a partir de la aprobación de esta ley y después de ella, en cualquier auto de ahora en vigor, o que pueda entablarse, instituirse o iniciarse en el futuro, el inquilino no será recibido para librar batalla, ni se le unirá ni se celebrará juicio en batalla en ningún auto de derecho, a pesar de cualquier ley, costumbre o uso en contrario».
Abraham Thornton regresó a Castle Bromwich, pero encontró insoportable el disgusto general que recibía. Reservó un pasaje a Nueva York a bordo del Independence, pero cuando sus compañeros de viaje descubrieron quién era, insistieron en que lo desembarcaran. El 30 de septiembre de 1818, Abraham Thornton zarpó de Liverpool a bordo del Shamrock rumbo a Nueva York. En Estados Unidos trabajó como albañil, se casó y tuvo hijos. Una fuente afirma que murió alrededor de 1860 en Baltimore, pero no hay pruebas de ello. William Ashford, que durante muchos años trabajó como vendedor ambulante de pescado en Birmingham, fue encontrado muerto en su cama allí en enero de 1867, a la edad de setenta años. Según Walter Thornbury, quien escribió sobre el caso a finales del siglo XIX, «Las causas de la muerte de Mary Ashford, sólo el Último Día puede revelarlas ahora». La tumba de Mary Ashford está marcada por una lápida especial (murder stone) que dice que ella «se dirigió imprudentemente a una escena de diversión, sin la protección adecuada».
Los académicos han argumentado que el caso Ashford contra Thornton inspiró el combate judicial que es el clímax del Ivanhoe de Sir Walter Scott. Scott mencionó el caso en sus otros escritos, lo discutió con sus amigos y retrocedió dos años la dedicatoria del libro a la fecha de la apuesta de batalla de Thornton. En 1985 se intentó reclamar un juicio por combatea, iniciado por dos hermanos en Escocia acusados de robo a mano armada, con el argumento de que la abolición no se aplicaba en Escocia. El intento fracasó porque los acusados no pudieron ofrecer pruebas para anular la presunción legal de que los actos parlamentarios se aplican a todo el Reino Unido. En 2002, un hombre de 60 años, que se enfrentaba a una multa de 25 libras esterlinas por una infracción automovilística menor, compareció ante los magistrados y exigió un juicio por batalla contra un campeón que sería nominado por la Agencia de Licencias de Conductores y Vehículos. Afirmó que el juicio por batalla todavía era válido según la legislación europea de derechos humanos. Los magistrados le impusieron una multa de 200 libras esterlinas y unas costas de 100 libras esterlinas.